# Cephalodasys pacificus
Cephalodasys pacificus is een buikharige uit de familie Cephalodasyidae. Het dier komt uit het geslacht Cephalodasys. Cephalodasys pacificus werd in 1974 voor het eerst wetenschappelijk beschreven door Schmidt. 